# Scandia mutabilis
Scandia mutabilis es una especie de hidroides (piel de caracol) indígena del océano Atlántico oriental, donde  se encuentra en las aguas de Cabo Verde.